# Chépica
Chépica ist eine Stadt und Gemeinde in der Provinz Colchagua in der Región del Libertador General Bernardo O’Higgins in Chile. Bei der Volkszählung im Jahr 2017 hatte sie 15.037 Einwohner. Die Gemeinde erstreckt sich über eine Fläche von 503,4 km².

## Geschichte
Am 22. Dezember 1891 wurde sie per Dekret als Gemeinde gegründet. Bis zum 6. Mai 1894 stand die Gemeinde Chépica unter der Verwaltung der Gemeinde Curicó. Im Jahr 1904, als das Departement Santa Cruz gegründet wurde, wurde die Gemeinde Chépica in diese neue Abteilung integriert. Am 19. August 1918 wurde das Gebiet der Unterdelegation Paredones de Auquinco abgetrennt, um die neue Gemeinde Auquinco zu bilden.
Am 1. Februar 1928 wurde die Gemeinde Chépica gemäß Dekret Nr. 8.583 vom 30. Dezember des Vorjahres Teil der historischen Provinz Colchagua und umfasste das Gebiet der aufgelösten Gemeinde Auquinco. Im Jahr 1960 wurde die Gemeinde vom Valdivia-Erdbeben getroffen, das als eines der stärksten in der Geschichte gilt. Dieses seismische Ereignis hatte erhebliche Auswirkungen auf das Gebiet und auf Chépica.
Mit der Umsetzung der Regionalisierung während der Militärdiktatur wurde die Gemeinde Chépica ab dem 1. Januar 1976 Teil der neuen Provinz Colchagua in der Region Libertador General Bernardo OʼHiggins.

## Bevölkerung
Laut der Volkszählung des Nationalen Statistikinstituts von 2002 hatte Chépica 13.857 Einwohner (7100 Männer und 6757 Frauen). Von diesen lebten 6949 (50,1 %) in städtischen Gebieten und 6908 (49,9 %) in ländlichen Gebieten. Die Bevölkerung sank zwischen den Volkszählungen von 1992 und 2002 um 1,7 % (244 Personen). Im Jahr 2017 zählte man 15.037 Personen.